# 上游水库 (大足)
上游水库是中国重庆市大足区境内的一座水库，位于沱江支流濑溪河上，建于1979年。水库正常库容为1810万立方米，集雨面积为48平方千米，海拔为410.8米。